# Constantin Radu (senator)
Constantin Radu (n. 25 mai 1944) este un fost senator român în legislatura 2000-2004 ales în județul Dolj pe listele partidului PDSR care a devenit PSD. Constantin Radu a fost membru în grupurile parlamentare de prietenie cu Republica Finlanda, Republica Columbia și Marele Ducat de Luxemburg. Constantin Radu a fost membru în comisia pentru agricultură, silvicultură și dezvoltare rurală (până în ian. 2001) și în comisia pentru apărare, ordine publică și siguranță națională.    